# Zug Teuchezh
Zug Teuchézh (en ruso: Цуг Теуче́ж; aul Gabukái 3 (15) de agosto de 1885 - aul Ponezhukái, 26 de enero de 1940), cuyo nombre real era Taguir Alíyevich Teuchézh (Тагир Алиевич Теуче́ж), fue un poeta adigué y soviético.

## Biografía
Nacido en una familia campesina pobre adigué, Teuchezh pasó su infancia trabajando como jornalero agrícola. Más tarde trabajaría como guarnicionero. Es autor de canciones que interpretaba con instrumentos de cuerda ("Песня о бжедугской битве", Pesnia o bzhedugskoi bitve). Durante la Revolución rusa de 1917 escribió poemas sobre la opresión de los rusos. Su trabajo fue reconocido en tiempos soviéticos y utilizado para la construcción del socialismo en Adiguesia. De ese periodo son Voina s kniaziami i orkami (1938, en ruso: Война с князьями и орками), Rodina (1939, Родина) y Urysbi Mefoko (1939, en adigué: Урысбий Мэфоко).

## Condecoraciones y homenajes
Fue galardonado con la Orden de la Bandera Roja del Trabajo . 
En su honor, la ciudad de Adygeisk fue llamada Teuchezhsk entre 1976 y 1992. Un distrito de Adiguesia, el raión de Teuchezh, aún lleva su nombre. En su lugar natal se halla un museo sobre su persona y obra.

## Libros
- Obras escogidas. Maikop, 1956. Счастливая доля. Maikop, 1980 (en ruso y adigué).